# العلاقات الأيرلندية اللاتفية
العلاقات الأيرلندية اللاتفية هي العلاقات الثنائية التي تجمع بين جمهورية أيرلندا ولاتفيا.

## مقارنة بين البلدين
هذه مقارنة عامة ومرجعية للدولتين:
| وجه المقارنة                                              | جمهورية أيرلندا                                       | لاتفيا                                             |
| --------------------------------------------------------- | ----------------------------------------------------- | -------------------------------------------------- |
| المساحة (كم2)                                             | 70.27 ألف                                             | 64.59 ألف                                          |
| عدد السكان (نسمة)                                         | 4.76 مليون                                            | 1.93 مليون                                         |
| الكثافة السكانية (ن./كم²)                                 | 67.74                                                 | 29.88                                              |
| العاصمة                                                   | دبلن                                                  | ريغا                                               |
| اللغة الرسمية                                             | اللغة الأيرلندية، لغة إنجليزية، الإنجليزية الأيرلندية | اللغة اللاتفية                                     |
| العملة                                                    | جنيه أيرلندي، يورو، عملات اليورو الأيرلندية           | يورو، لاتس لاتفي، الروبل اللاتفي ‏، الروبل اللاتفي ‏ |
| الناتج المحلي الإجمالي (بليون دولار)                      | 333.73 مليار                                          | 30.26 مليار                                        |
| الناتج المحلي الإجمالي (تعادل القوة الشرائية) بليون دولار | 318.16 مليار                                          | 49.24 مليار                                        |
| الناتج المحلي الإجمالي الاسمي للفرد دولار أمريكي          | 61.13 ألف                                             | 14.06 ألف                                          |
| الناتج المحلي الإجمالي للفرد دولار أمريكي                 |                                                       | 23.55 ألف                                          |
| مؤشر التنمية البشرية                                      | 0.916                                                 | 0.819                                              |
| رمز المكالمات الدولي                                      | +353                                                  | +371                                               |
| رمز الإنترنت                                              | .ie                                                   | .lv                                                |
| المنطقة الزمنية                                           | 00، ت ع م+01:00، أوروبا/دبلن ‏                         | ت ع م+02:00، ت ع م+03:00، أوروبا/ريغا ‏             |

## مدن متوأمة
في ما يلي قائمة باتفاقيات التوأمة بين مدن أيرلندية ولاتفية:
- ترتبط بوندوران مع سيغولدا باتفاقية توأمة.

## منظمات دولية مشتركة
يشترك البلدان في عضوية مجموعة من المنظمات الدولية، منها:
| علم المنظمة | اسم المنظمة                               | تاريخ انضمام جمهورية أيرلندا | تاريخ انضمام لاتفيا |
| ----------- | ----------------------------------------- | ---------------------------- | ------------------- |
|             | الاتحاد الأوروبي                          | 1973                         | 1 مايو 2004         |
|             | وكالة ضمان الاستثمار متعدد الأطراف        | 27 أكتوبر 1989               | 21 أغسطس 1998       |
|             | منظمة التعاون الاقتصادي والتنمية          | ?                            | 16 يونيو 2016       |
|             | الأمم المتحدة                             | 14 ديسمبر 1955               | 17 سبتمبر 1991      |
|             | الفريق المعني برصد الأرض                  | ?                            | ?                   |
|             | Nordic Battlegroup ‏                       | ?                            | ?                   |
|             | منظمة حظر الأسلحة الكيميائية              | ?                            | ?                   |
|             | منظمة التجارة العالمية                    | ?                            | 1999                |
|             | منظمة الشرطة الجنائية الدولية             | ?                            | ?                   |
|             | منظمة الأمن والتعاون في أوروبا            | 25 يونيو 1973                | 10 سبتمبر 1991      |
|             | مؤسسة التنمية الدولية                     | 22 ديسمبر 1960               | 11 أغسطس 1992       |
|             | يونسكو                                    | 3 أكتوبر 1961                | 9 يوليو 1951        |
|             | مجلس أوروبا                               | ?                            | ?                   |
|             | الاتحاد البريدي العالمي                   | ?                            | ?                   |
|             | البنك الدولي للإنشاء والتعمير             | 8 أغسطس 1957                 | 11 أغسطس 1992       |
|             | المنظمة الهيدروغرافية الدولية             | ?                            | ?                   |
|             | الاتحاد الدولي للاتصالات                  | 8 ديسمبر 1923                | 11 ديسمبر 1921      |
|             | مؤسسة التمويل الدولية                     | 11 سبتمبر 1958               | 29 سبتمبر 1993      |
|             | المنظمة الأوروبية لسلامة الملاحة الجوية   | 1965                         | 2011                |
|             | المركز الدولي لتسوية المنازعات الاستشارية | 7 مايو 1981                  | 7 سبتمبر 1997       |
|             | مجموعة أستراليا                           | 1985                         | 2004                |
|             | مجموعة الموردين النوويين                  | ?                            | ?                   |

## وصلات خارجية
- موقع وزارة الخارجية الأيرلندية
- موقع وزارة الخارجية اللاتفية